# Tephrosia multijuga
Tephrosia multijuga är en ärtväxtart som beskrevs av R.G.N.Young. Tephrosia multijuga ingår i släktet Tephrosia och familjen ärtväxter. Inga underarter finns listade i Catalogue of Life.